# Cophixalus pulchellus
Cophixalus pulchellus és una espècie de granota que viu a Papua Nova Guinea.